# Bo Goldman
Bo Goldman, właśc. Robert Spencer Goldman (ur. 10 września 1932 w Nowym Jorku, zm. 25 lipca 2023 w Silver Lakes) – amerykański scenarzysta filmowy i teatralny. 
Dwukrotny laureat Oscara: za najlepszy scenariusz adaptowany za Lot nad kukułczym gniazdem (1975) Miloša Formana oraz za najlepszy scenariusz oryginalny za film Melvin i Howard (1980) Jonathana Demme'a. Był nominowany również za scenariusz do filmu Zapach kobiety (1992) Martina Bresta.
Współtworzył także scenariusze do filmów Róża (1979) Marka Rydella, Najwyższa stawka (1982) Alana Parkera, Mały Nikita (1988) Richarda Benjamina, Ludzie miasta (1996) Harolda Beckera czy Joe Black (1998) Martina Bresta.
Goldman był teściem reżysera Todda Fielda, męża jego córki Sereny Rathbun.